# Жилко Юрій Зіновійович
Юрій Зіновійович Жилко (28 лютого 1898, с. Головіно, за іншими даними — Підлужне на Рівненщині — між 16 і 29 травня 1938, Полтава) — український поет, журналіст, педагог.

## Біографія
Народився в сім'ї лісника. Рятуючись від війни, родина в 1915 році переїхала з Вільно, де мешкала трипалий час, до Полтави. Тут Юрій Жилко закінчив гімназію, потім у 1923 році — історико-філологічний факультет Полтавського інституту народної освіти. Працював учителем у міських школах, читав лекції в музичному технікумі, займався журналістикою.
Восени 1922 року Юрій Жилко разом із молодими тоді літераторами Григорієм Епіком та Іваном Капустянським організовує Полтавську філію Спілки селянських письменників «Плуг» (діяла до 1929 року). У 1923–1924 роках вірші Юрія Жилка з'являються в полтавських газетах «Червоне село» і «Червоний юнак», 1925 року — в харківському журналі «Плужанин». Поет жваво відгукується на події громадського життя. 13 січня 1924 року в газеті «Червоний юнак» публікують його «Юнацький марш» на слова «Соколи, соколи…». «Нічна зміна», «Два заповіти», «Ми» — тематика поезій Жилка середини 20-х років; в своїх творах автор прославляє мозолясті руки, які творять новий світ, викриває і засуджує непманів.
В цей час Жилко починає виступати також як фейлетоніст. Багато його сатиричних творів з'явилося 1926 року в газеті «Робітник», його гуморески друкує харківській журнал «Службовець». Численні твори Жилко підписує псевдонімами: Жар-Птиця, Ю. Навісний, Шестерня, Остюк (у газетах «Робітник», «Шлях Леніна», «Ударник» та ін.).
У 1925 році Юрій Жилко підготував до друку збірку віршів «Туди, де сонце», проте з невідомих причин вона світу не побачила. Лише в 1930 році у Харкові виходить скромна книжечка поезій під назвою «Полустанок», на обкладинці якої по червоному тлі під відкритий семафор мчав паровоз — поет спрямовував свої найкращі думки і сподівання у майбуття. Збірку складали двадцять віршів, багато з них раніше друкувалися в газетах.
Писав ліричні, гумористичні та сатиричні вірші, казки для дітей. Вітав інтернаціональне єднання трудящих, був співцем соціалістичного будівництва, але пізніше під впливом трагічної дійсності 1930-х рр. розчарувався в комуністичних ідеалах.
В 1930 році Жилко зарахований до складу працівників бібліотеки при новоствореному в Полтаві інституті сільськогосподарського будівництва, згодом став завідувачем бібліотеки і очолював її протягом 8 років.
У березні 1938 року Юрій Жилко був звинувачений Полтавським обласним управлінням НКВС «в активній участі в контрреволюційній націоналістичній організації та проведенні антирадянської роботи» і заарештований. Розстріляний між 16 і 29 травня 1938 року в Полтаві. Місце поховання невідоме.

## Твори
Оповідання — «Чудо», «Дніпрельстан», «Беатріче» (журнал «Плужанин», 1924–1927); поезії — збірка «Полустанок» (1930); вірші в періодичній пресі.
Деякі вірші Ю. Жилка були покладені на музику композиторами В. Верховинцем (також був репресований), І. Михайленком, Я. Левіним.

## Родина
Був одружений з Катериною Андріївною, шкільною учителькою; у цьому шлюбі народилось двоє дітей — донька Надія (1924) і син Віктор (1928).